# Crise économique mexicaine
La crise économique du Mexique de 1994–1995, qui frappa durement l'économie mexicaine, débuta par une brusque dévaluation du peso mexicain annoncée le 20 décembre 1994, qui eut pour conséquence un retrait massif des capitaux étrangers et un effondrement du cours du peso, entraînant des conséquences désastreuses sur l'économie du pays, puis des répercussions dans le monde entier, en particulier en Amérique du Sud. Elle est également appelée erreur de décembre (error de diciembre) au Mexique, et ses conséquences sont parfois nommées effet Tequila par les économistes.

## Contexte
La crise économique mexicaine de 1994 est causée par une conjonction de phénomènes, dont certains étaient alors anciens. 
Dans les années 1980, la révolution technocratique du pays porte ses fruits, et les valeurs mexicaines viennent alimenter le bull market de Wall Street. L'inflation passe de 180% en 1988 à 7% en 1994 et les réserves de change passent de 5 milliards en 1989 à 26 milliards en 1994. Le 1er janvier 1994, l'ALENA fait entrer l'économie mexicaine dans la cour des grands, et les investissements internationaux innondent l'économie mexicaine. Cela provoque des pressions à la hausse sur le taux de change du peso mexicain, qui entraîne un déficit de la balance courante d'environ 8% du PIB. En plus de cela, l'ALENA exige une stabilité du taux de change peso-dollar permise par un peso fort. La situation est favorable aux investisseurs, et la population mexicaine contracte un nombre croissant d'emprunts. 
Aussi, l'inflation érode petit à petit la compétitivité mexicaine et les comptes extérieurs du pays se détériorent, le déficit de la balance courante atteignant 8 % du PIB. L'économie mexicaine est alors fragilisée par une balance courante déficitaire de 28 milliards de dollars et une forte dépendance envers les capitaux étrangers.
En plus de cela, l'augmentation des taux directeurs par la Réserve fédérale des États-Unis début 1994, dans le but de lutter contre l'inflation, provoque des retraits de capitaux du Mexique. Le voisin nord-américain aspire donc des capitaux de toute l'Amérique latine, qui viennent y chercher une rémunération plus attractive.
L'ancrage fixe du peso mexicain au dollar était, à terme, incompatible avec le niveau élevé de l'inflation au Mexique. Néanmoins, cet ancrage donnait l'illusion générale d'une garantie de change. Ajouté à la suppression d'obstacles structurels aux mouvements de capitaux, il provoque de 1990 à 1993 un afflux considérable de liquidités étrangères dans l'économie mexicaine : plus de 90 milliards de dollars, lesquels viennent dollariser l'économie mexicaine et, surtout, nourrir un boom des crédits bancaires au secteur privé, qui croissent de 25 % par an pendant la période.

## Déclenchement
Tous ces évènements combinés provoquent une tendance à la baisse du taux de change du peso, qui perd en valeur. La Banque centrale mexicaine défend sa monnaie grâce à ses réserves de change, qui s'épuisent dès 1994. Les autorités laissent alors le peso se déprécier, mais se retrouvent à la merci d'attaques spéculatives. Dévaluer devient une nécessité.
La crise véritable est déclenchée le 20 décembre 1994 par l'annonce soudaine de la dévaluation du peso mexicain de 15 % les premières semaines du mandat présidentiel d'Ernesto Zedillo.
La crise est aussi connue en espagnol comme el error de diciembre (« la faute de décembre »), une expression que l'on doit au président Carlos Salinas de Gortari, ou comme la crise Tequila ou l'effet Tequila (espagnol : Efecto Tequila, portugais : Efeito Tequila).

## Crise et réactions
À la suite de l'annonce de la dévaluation, le cours du peso passe de 3,4 à 7,2 pour un dollar en une semaine. Bill Clinton, président des États-Unis, proche voisin économique du Mexique, intervient pour stopper cette crise, et les États-Unis avec des organisations internationales, prêtent 50 milliards de dollar US au Mexique une semaine après le début de la crise, dont 18 milliards via le FMI.
Début 1995, 13 milliards de bons du Trésor arrivent à échéance, la majorité étant des Tesobonos (bons US-Mexique à taux de change fixe) qui deviennent plus coûteux avec la baisse du peso. Par ricochet, les valeurs de la bourse brésilienne chutent de 25% entre janvier et février 1995.
On peut considérer que cette crise fut en fait déclenchée par une « frappe préventive » menée par la Fed, la Banque Centrale des États-Unis d'Amérique. En effet, Alan Greenspan, son président au moment des faits, a augmenté le taux directeur car il prévoyait une hausse de l'inflation. L'ancrage du peso sur le dollar a donc explosé.

## Conséquences
En 1995, le PIB mexicain diminue de 7 %.
Dans le cône Sud et au Brésil, l'impact de la crise mexicaine est également très important.
En 1999, le Mexique implante un régime de ciblage de l'inflation pour anticiper les dérives inflationnistes. La politique budgétaire du pays est devenue plus prudente. En 2008, la dette publique est redescendue à 40% du PIB, et la dette publique en devises 9% du PIB. La conjoncture économique permet également au Mexique de diversifier ses exportations et devenir moins dépendant des aléas du prix du pétrole.